# モピレンジャー
『モピレンジャー』は、コナミから発売されたMSX用アクションパズルゲームおよびこのゲームに登場するキャラクター。全50面。

## ストーリー
ほのぼの怪獣モピラの住むモピランドに「宇宙のキッドネイパー」ことラゾンが現れた。ラゾンはモピラの子供（小モピラ）を誘拐し、水宮に立てこもった。ラゾンを岩に変える武器で武装したモピレンジャーは子供たちを救うため、カヌーに乗り込んで水宮へ向かった。

## 作品解説
スクロールなしの1画面アクションパズルゲーム。
ステージは森の中に水路が掘られた水宮で、主人公および敵のラゾンはこの水路を移動する。
ゲームの目的は水路の岸沿いにいる小モピラをすべて救出することである。
ジャンルとしてはドットイートゲームである。全50面で、26面からは1面と同様のマップになる。ただし小モピラおよび岩などの配置が異なる。
ラゾンを倒すとその場で岩になる。やみくもに敵を倒すと狭い水路がふさがってしまうため、緻密な戦略を立てる必要がある。もし邪魔なところに岩を作ってしまったら、岩を食べる敵であるビッグラゾンを待つしかない。ステージによっては初めから岩が行く手を阻んでおり、パズルゲームとしての要素も強い。
キャラクターは8×8ドットで、主人公は2色スプライト、敵キャラは単色スプライトというシンプルな画面構成である。
コナミのMSXソフトでは初めてタイトル画面にBGMが流れるようになった。またF1キーでのポーズを最初に導入したソフトでもある。

## システム

### 操作方法
ショットボタン（あるいはスペースキー）を押すとゲームが開始する。カーソルキーあるいはジョイスティックで主人公のモピレンジャーを上下左右に移動させる。ショットボタンでビームを発射する。これはラゾンを岩にするものであり、連射はできない。画面にある岩は、1つだけなら押して移動させることができる。
F1キーを押すとポーズがかかる。岩で通路を塞いで手詰まりになった場合はF2キーで自殺できる。。

### 基本
画面上部には現在の得点、ハイスコア、ボーナス、残機、ステージ名（ZONE）が表示されている。
ゲームは森の中に張りめぐらされた水路が舞台となる。水路には水流があり、放っておくと流される。流れに沿って進めば移動速度が早くなるし、逆流すれば遅くなる。ただし敵は水流に影響されない。
画面の左右にはラゾンが出現するゾーンがある。岩にされたラゾンはここから再登場する。このゾーンの内部ではラゾンにビームを当てても岩にならない。また、外部から岩を持ち込むこともできない。
岩は破壊することはできないが、敵キャラのビッグラゾン（後述）はこの岩を食べる。
ボーナスは時間が経過するごとに減っていくが、ゼロになってもミスとはならない。

### ステージ構成など
上述の通り、全50面で構成されている。エンディングは特にない。普通の面では浮遊感のある効果音が流れているだけだが、5面ごとにあるボーナスステージでは、タイトル画面と同様の軽快な音楽が流れる。なお、ボーナスステージの地形はアルファベットでMOPILLAと読める。
ボーナスステージの中央には岩が二列になって並んでおり、この中間を通ると5730点のボーナスが得られる（コナミ点、と呼ばれる）。
主人公は最初3機で始まり、面をクリアするごとに１機ずつ増えていく。全機失うとゲームオーバーで、コンティニューはない。
また、ビッグラゾン（後述）の登場しないステージでは、開始時に赤でNO BIG RAZZON!と表示される。

## キャラクター
モピレンジャー
主人公。プレイヤーが操作するキャラクター。
小モピラ
ラゾンに誘拐されたモピラの子供たち。水路の岸辺で泣いている。全員助けると面クリアとなる。
ラゾン
宇宙のキッドネイパー。赤、青、黄色、灰色の4色。最初は赤と灰色しか登場しない。黄色の初出は3面、青の初出は4面である。それぞれ性格が異なり、たとえば青は急激に方向転換をする。ビームを当てることで岩にすることができる。ボーナスステージでは20面から登場する。
ビッグラゾン
ラゾンのボス。6面が初出。特定の面で登場する。白と黒に高速に点滅しながら大声を発し、岩を食べる。ビームが効かない。一定時間すると自然に消滅する。
バルボア
水路内に咲く人喰い花。2面が初出。無敵。時としてラゾンをとらえて食することもあるが、ビッグラゾンを食べることはできない。
アチチ
火を吐く黒い龍。11面が初出。水宮の壁に現れ、炎を吐く。左右方向にしか炎を出さない。倒すことはできない。ボーナスステージでは15面から登場する。

## 裏技・その他
取扱説明書には、隠し操作があるが公開すると「隠し」にならないので秘密にする、という記述がある。
確認されているものとして、ラゾンを20〜30匹程度石に変えたところで子モピラが全て救出され、ステージクリアとなる技が存在する。
また、説明書には「主人公をタイミングよく左右に動かすとダンスをしているみたい」「主人公はよく見ると床を拭いているみたい」という記述もある。
なお、ゲームの操作方法は文章ではなく漫画で解説されていた。